# Temporada da NHL de 1942–43
A temporada da NHL de 1942–43 foi a 26.ª  temporada da National Hockey League (NHL). Seis times jogaram 50 partidas cada. Essa foi a primeira temporada da Era dos "Seis Originais" da NHL. O presidente de longo tempo da liga Frank Calder morreu devido a doença cardíaca. O Detroit Red Wings derrotou o Boston Bruins para vencer a Stanley Cup.

## Negócios da Liga
A franquia Brooklyn Americans saiu da liga quando o Madison Square Garden acabou com o acordo de leasing com o dono do time Red Dutton. Dutton discutiu que outros times seriam enfranquecidos pela guerra, mas os outros donos de clubes afirmaram que o número de jogadores dos Americans servindo na guerra impedia a participação da equipe. Um desapontade Dutton deixou o encontro da NHL, mas ele retornaria à NHL antes do que imaginava.
Com a suspensão dos Americans, essa foi a temporada inicial da tão falada Era dos Seis Originais, com a NHL consistindo em seis times (Boston Bruins, Chicago Black Hawks, Detroit Red Wings, Montreal Canadiens, New York Rangers, e Toronto Maple Leafs. Esse arranjamento duraria até a temporada 1966/67, após a qual a liga dobrou de tamnho.

### Morte de Frank Calder
O encontro da liga de 25 de janeiro de 1943 deveria ser um não-evento. As únicas notícias que puderam sair do encontro foram que os playoffs começariam em 20 de março e que toda a série teria confrontos em melhor de 7 jogos. Isso foi resolvido na sessão da manhã.
A sessão da tarde havia apenas começado e o presidente da NHL Frank Calder havia informado Red Dutton do status de sua franquia suspensa, quando o treinador de Toronto Hap Day percebeu que Calder parecia estar com dor. Dois governantes da liga vieram em seu socorro, mas ele lhes assegurou que estava tudo bem. Então a face de Calder se contraiu como se ele estivesse com dor. Ele andou alguns passos e exclamou  "Meu Deus,há algo errado!" Ele foi levado ao seu quaerto do hotel e um médico diagnosticou um ataque cardíaco. Um especialista o convenceu, apesar de seus protestos, a ir ao Hospital St. Michael em Toronto, onde ele sofreu um segundo ataque. Em uma semana, Calder sentiu-se bem o suficiente para retornar a Montreal e foi para o Montreal General Hospital. Após tomar um café-da-manhã leve cercado por seus familiares e amigos, ele olhava alguns livros da liga quando escorregou nos travesseiros de sua cama e morreu de um terceiro ataque cardíaco. Ele morreu em 4 de fevereiro de 1943 com a idade de 65 anos. Red Dutton foi escolhido o novo presidente, em uma base "interina".

## Temporada Regular
Devido às restrições de viagens durante a guerra, a NHL cessou as prorrogações para decidirem empates durante a temporada regular. A última prorrogação da temporada regular foi em 10 de novembro de 1942, entre o Chicago Black Hawks e o New York Rangers, vencida por New York: 5–3. A prorrogação na temporada regular não seria reintroduzida até a Temporada 1983–84 da NHL.

### Melhores Momentos
Detroit terminou em primeiro, em parte por causa dos seis jogos sem levar gols do goleiro Johnny Mowers, que venceu o Troféu Vezina. Durante a temporada, Jimmy Orlando em um incidente de briga de tacos com o estreante de Toronto Gaye Stewart e saiu dela rapidamente, gravemente cortado no rosto e sangrando profusamente. Ambos os jogadores foram suspensos pelo incidente.
O Montreal Canadiens continuava fazendo progresso, e o treinador Dick Irvin colocou junto a primeira "Linha de Murro" de Elmer Lach, Toe Blake e Joe Benoit. Maurice Richard mostrou ser uma promessa, mas quebrou sua perna, e o administrador dos Canadiens Tommy Gorman começou a considerá-lo frágil. Benoit se tornou o primeiro jogador dos Canadiens a atingir a marca dos 30 gols desde que Howie Morenz o fez na temporada 1929-30 (40 gols) marcando um exato 30. Gordie Drillon também somou algum poder ofensivo. Os Canadiens fizeram os playoffs por um ponto e perderam para Boston na primeira rodada dos playoffs.
Em contraste com a temporada 1941–42, os Rangers sentiram todo o impacto da Segunda Guerra Mundial e perderam Art Coulter, Alex Shibicky, os irmãos Colville, e Bill Juzda para as Forças Armadas. Apenas Ott Heller foi deixado de sua defesa. Babe Pratt foi trocado com Toronto por Hank Goldup e Dudley "Red" Garrett. Garrett provou ser uma excelente substituição por Pratt. Todavia, ele apenas jogou 21 jogos, e então deu sua vida nas Forças Armadas. O goleiro era o problema dos Rangers já que Steve Buzinski, Jimmy Franks, e o antigo veterano Bill Beveridge todos tiveram de enfrentar muita borracha para esquecer tudo, já que os Rangers foram de melhor para pior.

### Classificação Final
Nota: PJ = Partidas Jogadas, V = Vitórias, D = Derrotas, E = Empates, Pts = Pontos, GP = Gols Pró, GC = Gols Contra

Times que se classificaram aos play-offs estão destacados em negrito
| National Hockey League | PJ | V  | D  | E  | Pts |
| ---------------------- | -- | -- | -- | -- | --- |
| Detroit Red Wings      | 50 | 25 | 14 | 11 | 61  |
| Boston Bruins          | 50 | 24 | 17 | 9  | 57  |
| Toronto Maple Leafs    | 50 | 22 | 19 | 9  | 53  |
| Montreal Canadiens     | 50 | 19 | 19 | 12 | 50  |
| Chicago Black Hawks    | 50 | 17 | 18 | 15 | 49  |
| New York Rangers       | 50 | 11 | 31 | 8  | 30  |

### Artilheiros
PJ = Partidas Jogadas, G = Gols, A = Assistências, Pts = Pontos, PEM = Penalizações em Minutos
| Jogador        | Time                | PJ | G  | A  | Pts | PEM |
| -------------- | ------------------- | -- | -- | -- | --- | --- |
| Doug Bentley   | Chicago Black Hawks | 50 | 33 | 40 | 73  | 18  |
| Bill Cowley    | Boston Bruins       | 48 | 27 | 45 | 72  | 10  |
| Max Bentley    | Chicago Black Hawks | 47 | 26 | 44 | 70  | 2   |
| Lynn Patrick   | New York Rangers    | 50 | 22 | 39 | 61  | 28  |
| Lorne Carr     | Toronto Maple Leafs | 50 | 27 | 33 | 60  | 15  |
| Billy Taylor   | Toronto Maple Leafs | 50 | 18 | 42 | 60  | 2   |
| Bryan Hextall  | New York Rangers    | 50 | 27 | 32 | 59  | 28  |
| Toe Blake      | Montreal Canadiens  | 48 | 23 | 36 | 59  | 26  |
| Elmer Lach     | Montreal Canadiens  | 45 | 18 | 40 | 58  | 14  |
| Buddy O'Connor | Montreal Canadiens  | 50 | 15 | 43 | 58  | 2   |

## Prêmios da NHL
| Troféu Memorial Calder:    | Gaye Stewart, Toronto Maple Leafs |
| Troféu Memorial Hart:      | Bill Cowley, Boston Bruins        |
| Troféu Memorial Lady Byng: | Max Bentley, Chicago Black Hawks  |
| Copa O'Brien:              | Boston Bruins                     |
| Troféu Príncipe de Gales:  | Detroit Red Wings                 |
| Troféu Vezina:             | Johnny Mowers, Detroit Red Wings  |

### Times das Estrelas
| Primeiro Time                     | Position | Segundo Time                    |
| --------------------------------- | -------- | ------------------------------- |
| Johnny Mowers, Detroit Red Wings  | G        | Frank Brimsek, Boston Bruins    |
| Earl Seibert, Chicago Black Hawks | D        | Jack Crawford, Boston Bruins    |
| Jack Stewart, Detroit Red Wings   | D        | Flash Hollett, Boston Bruins    |
| Bill Cowley, Boston Bruins        | C        | Syl Apps, Toronto Maple Leafs   |
| Lorne Carr, Toronto Maple Leafs   | RW       | Bryan Hextall, New York Rangers |
| Doug Bentley, Chicago Black Hawks | LW       | Lynn Patrick, New York Rangers  |
| Jack Adams, Detroit Red Wings     | Coach    | Art Ross, Boston Bruins         |

## Estreias
O seguinte é uma lista de jogadores importantes que jogaram seu primeiro jogo na NHL em 1942-43 (listados com seu primeiro time, asterisco(*) marca estreia nos play-offs):
- Bep Guidolin, Boston Bruins
- Glen Harmon, Montreal Canadiens
- Ted Kennedy, Toronto Maple Leafs
- Joe Klukay*, Toroto Maple Leafs
- Bobby Lee, Montreal Canadiens
- Bud Poile, Toronto Maple Leafs
- Bill Quackenbush, Detroit Red Wings
- Maurice Richard, Montreal Canadiens

## Últimos Jogos
O seguinte é uma lista de jogadores importantes que jogaram seu último jogo na NHL em 1942-43 (listados com seu último time):
- Ebbie Goodfellow, Detroit Red Wings
- Gordie Drillon, Montreal Canadiens